# Bình Xuyên, Bình Giang
Bình Xuyên là một xã thuộc huyện Bình Giang, tỉnh Hải Dương, Việt Nam.

## Địa lý
Bình Xuyên là một xã cực Nam của huyện Bình Giang có vị trí:
Phía Bắc giáp xã Thái Học (Bình Giang)
Phía Tây Bắc giáp xã Thái Hòa (Bình Giang)
Phía Tây giáp xã Ngô Quyền (Thanh Miện)
Phía Nam giáp hai xã Hồng Quang và Đoàn Tùng (Thanh Miện)
Phía Đông giáp xã Nhân Quyền (Bình Giang) và xã Thanh Tùng (Thanh Miện)

## Đình Bình Cách
Làng Bình Cách có tên nôm gọi là làng Gạch, xưa còn gọi là Nỗ Cẩm Đồn. Phía nam làng có ấp của Pháp Kiều Rô-sa, rộng 325 mẫu, nhiều người các nơi đến làm tá điền. Những năm quân Pháp chiếm đóng đình, chùa bị phá. Thư mục thần tích, thần sắc năm 1938 nói, đình Bình Cách thờ 3 nhân thần là: Hữu, Vân, Trần Công tướng của Đinh Bộ Lĩnh...